# 苏阿战争

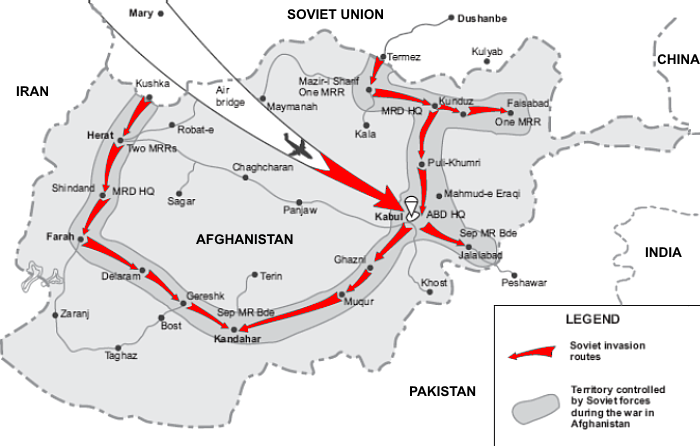
苏联进攻图

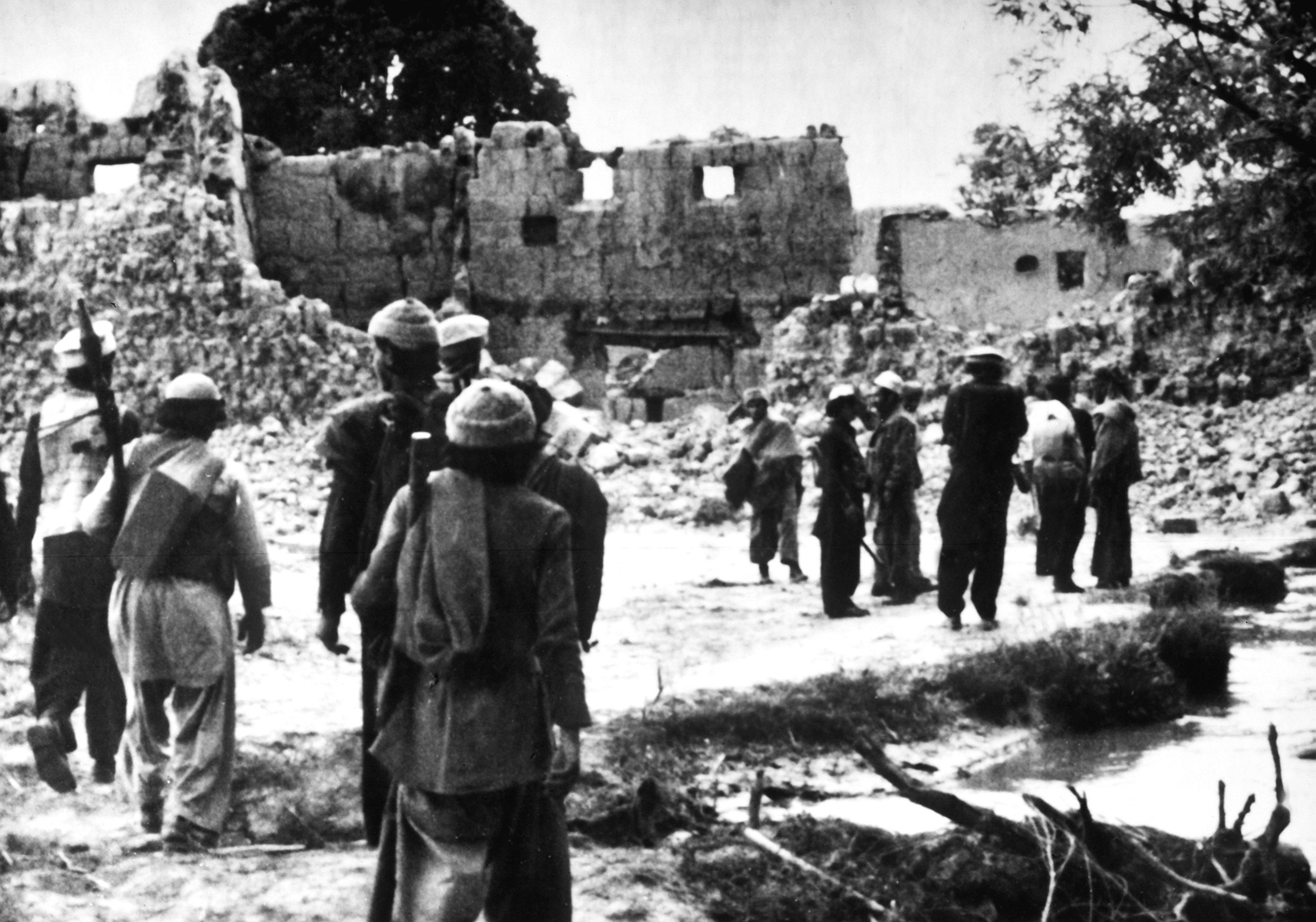
聖戰士回到被蘇聯毀掉的村莊，1986年3月25日

苏阿战争，又稱蘇聯入侵阿富汗、1979年阿富汗战争，是指1979年12月末蘇聯入侵阿富汗后持续9年的战争。此次入侵被認為是蘇聯對外政策的重大失敗，使其由盛轉衰以致解體的原因之一。

## 背景與戰爭概述
1973年阿富汗共和國成立後，蘇聯大力支持阿富汗人民民主黨等激進政黨，力图使阿富汗在經濟上更加依賴蘇聯，令其反對與中國有密切關係的巴基斯坦。因此，雖然歷屆阿富汗政府都曾尝试改革，但均以失败告终。1978年4月27日四月革命中，人民民主黨激進分子推翻阿富汗政府，暗殺了其第一任領導人，組織新政府並由该党總書記努尔·穆罕默德·塔拉基出任國家元首（革命委員會主席）。新政府的無神論立場及其推行的變革引起民間反對者組織的武裝反抗。:16塔拉基在1979年9月被其副手部長會議主席（總理）哈菲佐拉·阿明在政變中取而代之，阿明強調國家自主性、外交獨立等，顯然並不是勃列日涅夫政府所中意的人選。
在蘇方警告無效後，同年12月27日阿明與家眷遭蘇軍特種部隊殺害，蘇聯支持的另一名左翼分子巴布拉克·卡爾邁勒上臺并出任阿富汗人民民主黨總書記。人民民主黨政府的內部鬥爭導致權威大減，反政府武裝日益壯大。卡爾邁勒随即要求並接受蘇聯增加的援助，以鎮壓反政府武裝，准备已久的蘇聯軍隊大舉入侵阿富汗，原定短暫的平定治安任務，是此次戰爭的開始。最終在9年持續不斷的游擊戰，以及美國、中國的援助下，阿富汗個別武裝組織擊退蘇聯而告終，然而蘇軍的全力報復行動，使得富裕的城市與學校成為廢墟，大批學者與精英移民，原本生活尚可的阿富汗，國家未來幾乎被蘇聯摧毀殆盡，也因為戰後殘破不堪，很快再度陷入了內戰之中，並造成宗教極端組織壯大，為後來連年的戰亂埋下伏筆，其衰敗至今，仍是最低度開發國家之一。

## 进军
1979年12月7日，蘇聯軍事顧問要求阿富汗武裝部隊的坦克和其他關鍵設備進行拆卸維修。與此同時，首都喀布爾同外地區的通訊聯繫被切斷。12月25日大批蘇聯空降軍部隊和地面部隊開始駐紮在喀布爾。與此同時，人民民主黨總書記哈菲佐拉·阿明將辦公室搬到西南郊的達魯拉曼宮內，因為他相信這個位置十分安全。12月27日，700名包括了蘇聯國家安全委員會和總參謀部的特種部隊及阿爾法小組在內的蘇聯部隊穿著阿富汗武裝部隊制服，佔領了政府機關、軍隊和媒體的大樓。他們下一個目標是達魯拉曼宮。進攻在晚上7點15分開始。經過短促的激戰，蘇聯部隊很快制伏了宮門口防守的阿明衛隊，攻占了王宮，將阿明及其全家集中趕到阿明的辦公室。隨後一陣激烈的槍聲過後，阿明及其4個妻子、24個子女都靜靜地躺在了血泊中。蘇聯部隊指揮官在烏茲別克蘇維埃社會主義共和國的廣播電台宣布，阿富汗已經從阿明的統治中被“解放”。同時人民民主黨中央政治局任命前部長會議副主席巴布拉克·卡爾邁勒出任中央委員會總書記（最高領導人），國家革命委員會主席團主席（國家元首）兼部長會議主席（政府總理）。巴布拉克·卡爾邁勒要求蘇聯提供軍事援助。12月28日在距喀布爾以北約500公里之遙的蘇阿邊界上，裝備精良的蘇聯部隊開始越過邊界，向阿富汗境內開來。

### 1979年12月至1980年2月：第一階段攻勢
第一階段戰鬥開始，蘇聯部隊首先打擊的是阿富汗境內的各種反對派團體。蘇聯部隊沿著三條線路，迅速控制了主要的城市、軍事基地和戰略設施。但是阿富汗全國的叛亂現象開始越來越多和更激烈。蘇聯第40軍被調派負責對付叛亂者。就此，蘇聯軍隊陷入游擊戰之中。

### 1980年3月至1985年4月：第二階段攻勢
戰爭現已發展成為一個新的格局：蘇聯佔領主要的城市和通信系統，而聖戰者發動游擊戰爭幾乎控制了80％的國土。蘇聯部隊的戰略領域在東北部地區，特別是控制著从泰爾梅茲到喀布爾的公路。蘇聯部隊會定期向聖戰者控制的地區發動攻擊。1981年4月蘇聯部隊與聖戰者在坎大哈展開激烈戰鬥。為了確保喀布爾的安全，從1980年到1985年，蘇聯部隊向戰略要地潘杰希爾谷地發動了9次攻勢，但政府控制區的治安沒有改善。激烈的戰鬥也發生在靠近巴基斯坦邊境的幾個省份。蘇聯部隊對這些無所不在的游擊隊開始感到有點力不從心。1985年3月，新任蘇聯共産黨中央委員會總書記的米哈伊爾·謝爾蓋耶維奇·戈巴契夫對阿富汗戰局感到不耐煩。他要求在一年內必須解決阿富汗戰局中的問題。因此，蘇聯向阿富汗增派了10.8萬名軍人。在1985年4月以來的日子裡，阿富汗的民航飛機幾乎全部被迫改變航班時間，全國的機場每天只有四個小時對民航飛機開放，而且還往往是臨時指定為某個機場，其餘時間都被運兵的蘇聯運輸機佔據，新增加進來的蘇聯兵力大部分是作戰力更強的特種部隊。此外，蘇軍進一步增加了先進的武器，其中包括Su-25攻擊機和BMP-2步兵戰車。蘇聯部隊的重點進攻方向在東南方的庫納爾省和帕克蒂亞省。1985年成了阿富汗戰爭中最血腥的一年。

### 1985年4月至1987年1月：相持阶段
蘇聯開始將打擊聖戰者的任務交給阿富汗政府軍，蘇聯僅限於提供砲兵、防空支援和技術援助。但一些大規模行動仍由蘇聯部隊來執行。在蘇聯的指導下，阿富汗政府軍總兵力在1986年擴充到30萬人。其中國民軍的兵力為13.2萬人，內務部的兵力為7萬人，國家情報局的工作人員人數為8萬。儘管人數眾多，但阿富汗政府軍內存在嚴重逃兵現象。在南部重鎮坎大哈，聖戰者頻頻向蘇聯部隊發動攻擊，使蘇聯部隊疲於奔命。1986年5月，阿富汗政府改組。國家情報局負責人穆罕默德·納吉布拉接替卡爾邁勒出任人民民主黨總書記。1987年起，阿富汗政府軍單獨向聖戰者控制區發起攻擊，儘管傷亡慘重，但仍沒有奪下聖戰者控制區。僅奪回帕克蒂亞省，阿富汗政府軍獲得了短暫的慘勝。

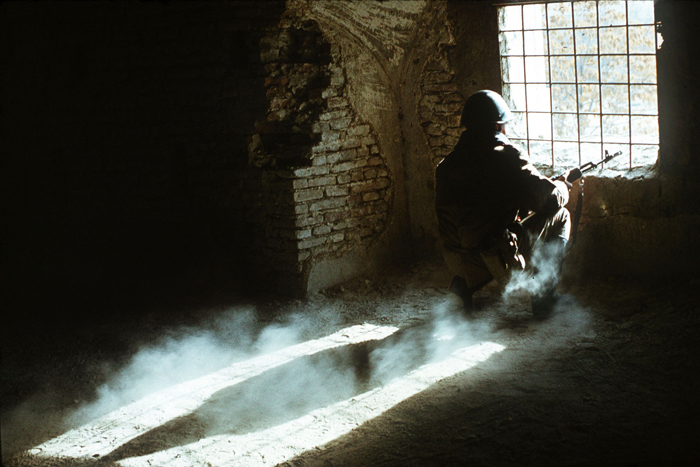
一名蘇聯士兵在守衛陣地（1988年）
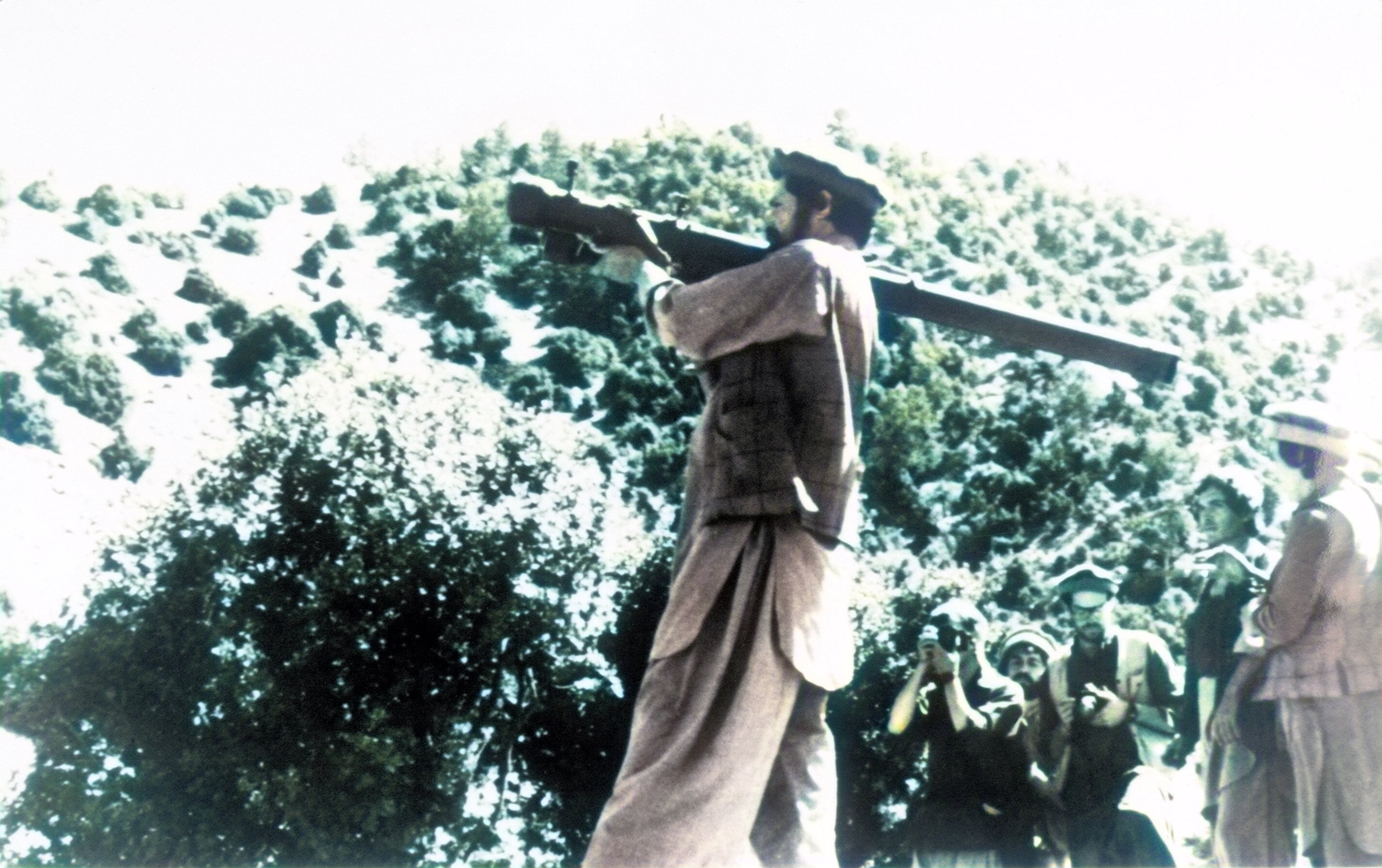
阿富汗聖戰者在使用SA-7防空導彈
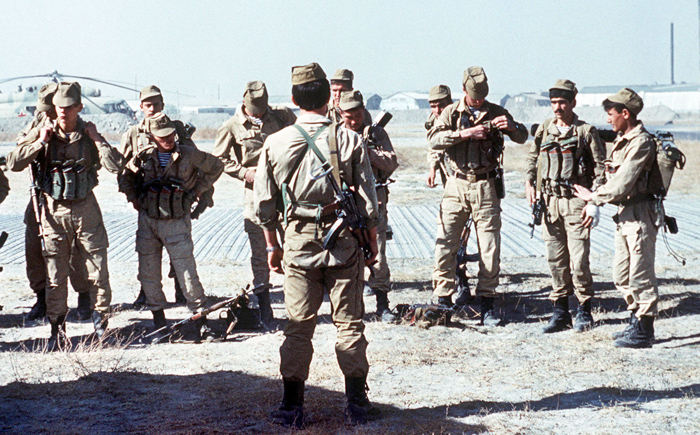
蘇聯特種部隊小隊（1988年）

### 1987年1月至1989年2月：蘇聯撤军
在戰爭最後階段，蘇聯軍隊準備撤出阿富汗。1987年1月1日，阿富汗政府軍宣佈單方面停火6個月，與聖戰者舉行談判。但因雙方分歧太大，雙方再度爆發激戰。蘇聯空軍多次越境轟炸巴基斯坦村莊。在1988年，蘇聯部隊和阿富汗政府軍成功奪取了從加德茲至霍斯特公路的主動權。同年第一批蘇聯部隊在5月15日開始撤離阿富汗。撤離工作基本上是和平的。為了確保安全通過，蘇聯與聖戰者達成停火協定，最後一批苏联军队于1989年2月15日全数离开阿富汗。

## 苏军部队
苏联于1979年12月16日在塔什干组建了苏联陆军第40集团军，隶属于突厥斯坦军区（但在官方通訊中稱為有限地面部隊）。1989年2月15日撤编。下辖：
- 近卫红旗空降兵第103师：驻白俄罗斯维捷布斯克，兵力7,000人。第一批侵阿部队部署于喀布尔，1989年1月撤军。战争期间全师损失902人，共有约11,000人次荣获各种勋章与荣誉。1992年5月20日并入白俄罗斯军队。
  - 近卫空降兵第317团
  - 近卫红旗空降兵第350团
  - 近卫空降兵第357团
  - 近卫红旗自行火炮第1179团
- 红旗济莫夫尼基近卫摩步第5师：原驻土库曼库什卡，为基干师，兵力3,000人，第一批参加侵阿前扩编为一线师兵力11,000人，装备T-62坦克与BMP步兵战车，部署于信丹德。1985年4月荣获红旗勋章。原驻地库什卡以预备役组建了摩步第88师。1989年2月撤退时全师共计11,907人，并入摩步第88师。战争期间全师损失1,135人，12,825人次荣获各种勋章与荣誉。
  - 近卫红旗摩托化步兵第12团
  - 摩托化步兵第101团
  - 近卫柏林摩托化步兵第371团
  - 近卫布拉格坦克第24团
  - 自行火炮第1060团
  - 防空导弹第1122团
- 红旗涅韦尔摩托化步兵第108师：原驻乌兹别克铁尔梅兹，为低配基干师，兵力1,500人。第一批侵阿前扩编为一线师，12,000人，部署于巴格拉姆。战争期间损失损失2,972人。1992年1月并入乌兹别克斯坦军队。
  - 德文斯克摩托化步兵第177团
  - 红旗摩托化步兵第180团
  - 摩托化步兵第181团
  - 红旗乌曼-华沙摩托化步兵第682团（侵阿前为坦克第285团）
  - 红旗利沃夫自行火炮第1074团
  - 防空导弹第1415团
- 红旗加特契纳摩托化步兵第201师，原驻塔吉克杜尚别，为低配基干师，兵力1,800人。第二批侵阿前扩编为一线师，12,000人，部署于昆都士。在原驻地以预备役组建了摩步第134师，兵力1,800人。1992年5月摩步201师由俄军驻塔集群指挥，1997年12月改由伏尔加军区直属，2004年10月改为俄军驻塔第201军事基地。
  - 摩托化步兵第122团
  - 近卫红旗琴斯托霍瓦摩托化步兵第149团
  - 摩托化步兵第395团
  - 红旗普热希梅尔-柏林坦克第234团
  - 红旗旧康斯坦丁诺夫自行火炮第998团
  - 高射炮第990团：1986年10月20日撤回
- 近卫独立空中突击第56旅：1979年10月1日由近卫空降第105师近卫空降第351团扩编。1980年1月部署于加德兹，共2452人。1988年6月撤军。1992年调驻罗斯托夫，1994年12月至1996年10月驻车臣。1997年改编为近卫摩步第20师近卫空降第56团。2009年5月1日改为近卫空降第56旅。2010年7月1日改为近卫轻型空降第56旅。
- 摩步第66旅（原摩步第68师摩步第186团改编）
- 近卫摩步第70旅（原近卫摩步第5师近卫摩步第373团改编）
- 红旗纳尔瓦独立摩托化步兵第191团。共损失509人
- 红旗普斯科夫独立摩托化步兵第860团。损失328人，其中阵亡224人，非战斗死亡104人，5215人次荣获各种勋章与荣誉。
- 以列宁共青团70周年代表命名的近卫红旗独立空降兵第345团，原隶属于近卫空降第105师。1979年12月部署于巴格拉姆，实际上是摩托化步兵团的编制与装备。1989年2月撤至阿塞拜疆转属近卫空降第104师，恢复空降兵性质。1992年8月调阿布哈兹。1993年8月调新罗西斯克转隶近卫空降第7师。1998年5月撤编。
- 混成航空兵第34军
- 近卫莫吉廖夫炮兵第353旅
- 防空导弹第2旅
- 炮兵第28团（3个营装备2S5自行加农炮，1个营装备BM-27飓风火箭炮）

第40集团军历任司令员：
- Yuriy Vladimirovich Tukharinov中将 16.12.79 - 22.9.80
- Boris Ivanovich Tkach中将, 23.9.80 - 6.5.82
- Vladimir Fyodorovich Ermakov中将, 7.5.82 - 3.11.83
- Leonid Evstafevich Generalov中将, 4.11.83 - 18.4.85
- Igor Nikolaevich Rodionov中将, 19.4.85 - 29.4.86
- Viktor Petrovich Dubynin中将, 30.4.86 - 30.5.87
- Boris Vsevolodovich Gromov中将, 1.6.87 - 15.2.89

## 外國援助
1980年代中期，對阿富汗抵抗運動提供援助的國家有巴基斯坦、沙地阿拉伯、美國、中华人民共和国和英国等其他國家，美國認為阿富汗的衝突，是冷戰時期中對抗蘇聯的重要鬥爭之一。中央情報局在1979年執行旋風行動，透過巴基斯坦三軍情報局作為中介，向聖戰者提供武器彈藥及資金，其中包括了著名的FIM-92「刺針」飛彈，造成蘇聯空軍的作戰飛機大量損失。
巴基斯坦三軍情報局從1979年到1989年，訓練了10萬名聖戰者游擊隊。在一些穆斯林國家中，一些組織開始號召志願者到阿富汗，參與打擊蘇聯部隊的作戰。其中特別值得注意的，是一個年輕沙地阿拉伯男子奧薩瑪·本拉登的組織，最後演變成恐怖組織基地組織。
中华人民共和国派出军事顾问到阿国，协助训练圣战者，同时也在本国国内开设训练营，大批的中国产武器被转交给圣战组织。
聖戰組織領導人經常策劃破壞行動，常見的類型包括破壞電線、油管、廣播電台、政府辦公大樓、機場、酒店、戲院等等。從1985年至1987年，平均一年這類破壞行動發生超過600件。在靠近巴基斯坦邊境的地區，聖戰者每天發射800枚火箭彈。1985年4月到1987年1月，聖戰者發動了超過23000起針對政府機關的攻擊事件。聖戰者的陣地多是在鄉村內，而這些鄉村則會遭到蘇軍的殘酷報復。聖戰者擅長使用地雷，這些地雷大多被埋在橋上和路旁來攻擊車隊。在1982年3月一枚炸彈在教育部爆炸，爆炸範圍波及到周圍數座建築物。1985年9月4日聖戰者游擊隊攻擊在坎大哈機場起飛的巴赫塔航空公司客機，造成52人死亡。
1985年5月由7個主要的反叛組織成立了七黨聖戰者聯盟以協調他們的軍事行動。該集團活躍於喀布爾周圍發動火箭襲擊，並進行軍事行動、打擊阿富汗民主共和國政府。

## 結局
10多萬裝備精良的蘇軍也未能擊敗阿富汗圣战者，一些人稱阿富汗為「蘇聯的越南」。阿富汗政府軍士兵大批叛逃，喀布爾政權不得不於1984年強迫14歲的少年應徵（而蘇軍的中亞士兵戰後沒多久也大批脫隊，蘇聯政府被迫徵用俄羅斯族和烏克蘭族，後期以俄族士兵為主並展開了堅決的攻擊）。而雖然擊敗了蘇聯，曾經富裕的阿富汗城市因為連年戰事而殘破，教育出來的大批菁英外逃，貧困的民眾只能賣毒維生，阿富汗鄉村成為了世界最落後且未開發的地區之一。
另一方面，由於古老部落之間的敵對情緒和語言障礙，阿富汗各游擊隊難以形成擊敗蘇軍和阿富汗政府軍的統一戰略。這種狀況一直維持到1988年5月蘇軍開始從阿富汗撤軍，1989年2月蘇聯軍隊完全撤出阿富汗都是如此。圣战者们普遍相信是自己导致了苏联垮台，本拉登曾声明说“苏联的解体……归因于真主阿拉的意志和阿富汗的圣战者”。
除了死亡1萬4千人和傷殘5萬3千人外，蘇聯還損失裝備：
- 118架戰機
- 333架直昇機
- 147輛坦克
- 1,314輛裝甲運兵車
- 433門大炮和牽引車
- 1,138台無線電或指揮車
- 510輛工程車輛
- 11,369輛卡車和油罐車

蘇聯政府同時每年投入8億美元支援喀布爾政府(每年花費30億至82億美元來維持第40軍和作戰行動)。

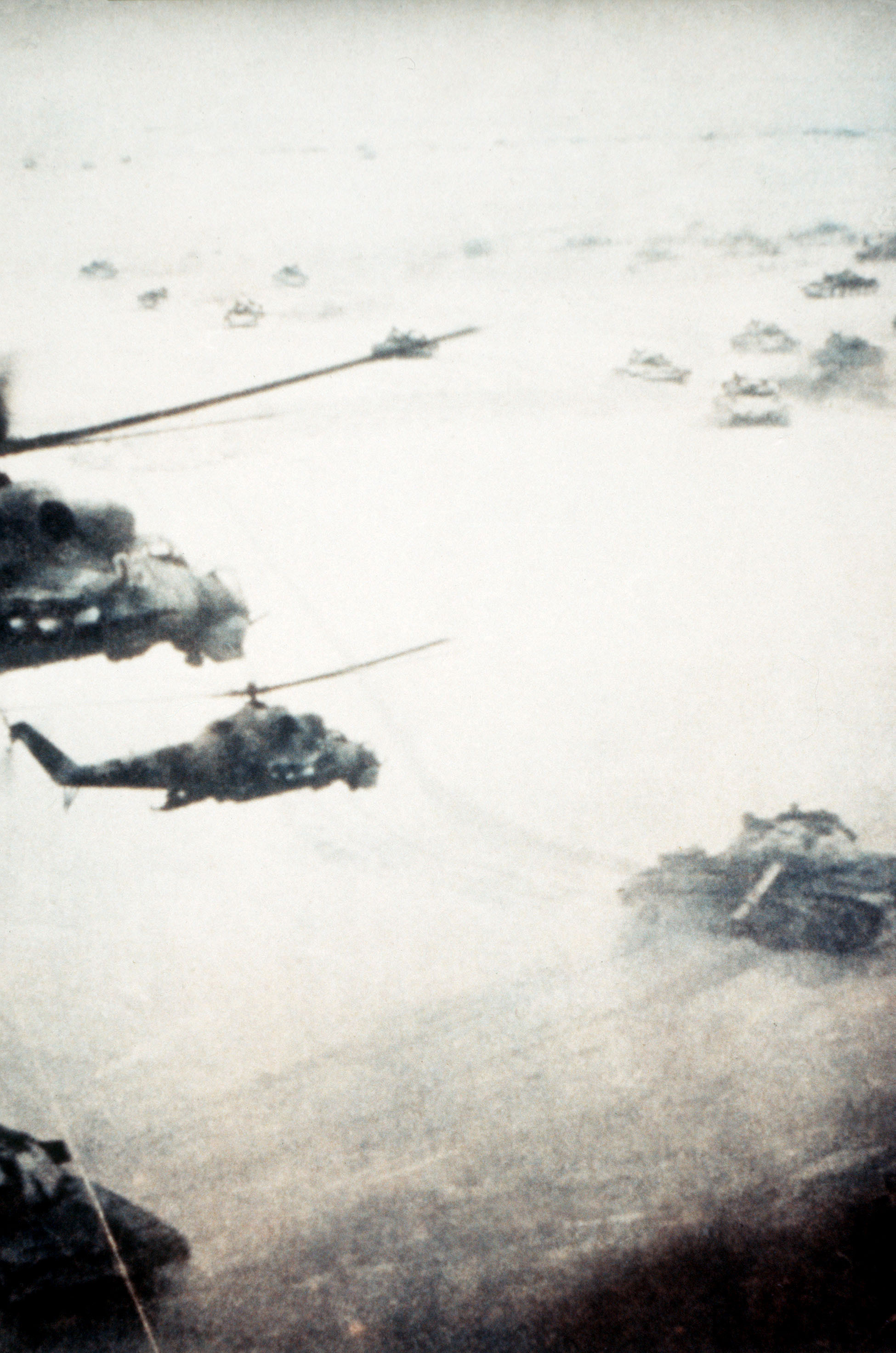
蘇聯雌鹿直升機參與阿富汗戰鬥

## 暴行
阿富汗第二大城坎大哈的人口由于苏军和阿政府军的地毯轰炸与推土机碾压，从战前的20万变成了1987年的2萬五千。地雷导致25,000名阿富汗平民死亡，至今还有1,500万颗地雷留在阿境内。战争造成的阿富汗死亡人数估计从67万到200万。2007年阿富汗发现了又一个几百具被苏军活埋者的乱葬坑。

## 流行文化
- 绝地求生：大逃杀
- 反恐精英：全球攻势
- 第九突击队
- 蓋世奇才
- 越戰狂想曲80
- 決勝時刻：黑色行動2
- 潛龍諜影V：幻痛
- 追風箏的孩子
- 燦爛千陽
- 第一滴血3

## 延伸阅读
- Amstutz, J. Bruce. . DIANE Publishing. 1994. ISBN 978-0-7881-1111-2. OCLC 948347893.
- Andrew, Christopher & Mitrokhin, Vasili. . New York: Basic Books. 1999. ISBN 978-0-465-00310-5. OCLC 44027616.
- Ayub, Muhammad. . Pittsburgh: RoseDog Books. 2005. ISBN 978-0-8059-9594-7.
- Bartrop, Paul R.; Totten, Samuel. . ABC-CLIO. 2007  [2021-08-16]. ISBN 978-0313346422. OCLC 437198304. （原始内容存档于2021-11-14）.
- Bennett, Andrew. . MIT Press. 1999  [2021-08-16]. ISBN 9780262522571. OCLC 40074017. （原始内容存档于2022-02-24）.
- Borovik, Artyom. . New York: Grove Press. 1990. ISBN 978-0-8021-3775-3.
- Braithwaite, Rodric. . New York: Oxford University Press. 2011: 417. ISBN 978-0-19-983265-1. LCCN 2011015052. OCLC 709682862. LCC DS371.2 .B725 2011
- Brogan, Patrick. . Vintage Books. 1989. ISBN 9780679720331. OCLC 319859472.
- Carew, Tom. . Mainstream Publishing. 2001. ISBN 978-1-84018-495-2.
- Corera, Gordon. . London: Phoenix. 2011. ISBN 978-0-7538-2833-5.
- Coll, Steve. . New York: Penguin Press. 2004. ISBN 978-1-59420-007-6.
- Crile, George. . New York: Atlantic Monthly Press. 2003. ISBN 978-0-87113-851-4.
- Curtis, Mark. . Serpent's Tail. 2018  [2021-08-16]. ISBN 9781782834335. （原始内容存档于2021-11-14）.
- Dower, John W. . Haymarket Books. 2017  [2021-08-16]. ISBN 9781608467266. OCLC 1038690733. （原始内容存档于2021-11-14）.
- Galeotti, Mark. . London: Frank Cass. 1995. ISBN 978-0-7146-8242-6.
- Grau, Lester W.; Gress, Michael A. . University Press of Kansas. 2002. ISBN 9780700611867. OCLC 48249312.
- Feifer, Gregory. . New York: Harper. 2009. ISBN 978-0-06-114318-2.
- Gompert, David C.; Binnendijk, Hans; Lin, Bonny. . Rand Corporation. 2014. ISBN 9780833087775. OCLC 904811772.
- Goodson, Larry P. . University of Washington Press. 2011. ISBN 9780295801582. OCLC 1026403863.
- Kakar, M. Hassan. . Berkeley: University of California Press. 1997  [2021-08-16]. ISBN 978-0-520-08591-6. OCLC 37175170. （原始内容存档于2019-10-08）. (free online access courtesy of UCP).
- Kaplan, Robert D. . Knopf Doubleday Publishing Group. 2008  [2021-08-16]. ISBN 978-0-307-54698-2. OCLC 48367823. （原始内容存档于2022-02-15）.
- Kepel, Gilles. . Harvard University Press. 2002. ISBN 978-0-674-01090-1. OCLC 685132509.
- Klass, Rosanne. . Charny, Israel W.  (编). . Routledge. 2018. ISBN 9781351294065. OCLC 1032709528.
- Lohbeck, Kurt. . Washington: Regnery Publishing. 1993. ISBN 978-0-89526-499-2.
- Maley, William & Saikal, Amin. . Cambridge University Press. 1989: 127. ISBN 9780521375887.
- Novinkov, Oleg. . Houston, TX: Oleg Novinkov. 2011. ISBN 978-1-4392-7451-4.
- Prados, John. . Chicago: I.R. Dee. 1996. ISBN 978-1-56663-108-2.
- Riedel, Bruce. . Brookings Institution Press. 2014. ISBN 978-0815725954.